# Halgerda tessellata
Halgerda tessellata is een slakkensoort uit de familie van de Discodorididae. Het is een zeenaaktslak die in de Indische en westen van de Stille Oceaan voorkomt. De wetenschappelijke naam van de soort is voor het eerst geldig gepubliceerd in 1880 door Bergh.